# Eerste klasse B
Challenger Pro League – drugi poziom rozgrywek ligowych w piłkę nożną w Belgii, po raz pierwszy zorganizowany w 1909 (w latach 1923-1926, 1931-1952 był podzielony na dwie grupy). Od 1896 do 1909 organizowano rozgrywki dla drugich drużyn z pierwszej ligi, uzupełnione o inne kluby i były one nieoficjalne. W rozgrywkach bierze udział 16 klubów. Mistrz i wicemistrz awansują do Eerste klasse A, a cztery następne drużyny walczą w barażach o awans do wyższej klasy rozgrywkowej. Dwie najsłabsze drużyny ligi spadają do Derde klasse (Trzecia Klasa), a druga walczy o utrzymanie w niej w barażach. Do 2016 liga nosiła nazwę Tweede klasse/Division 2, a w latach 2016-2022 Eerste klasse B/Division 1B.

## Nazwy
- 1909-1926: Promotion
- 1926-1952: Eerste afdeeling / Division 1
- 1952-2008: Tweede klasse / Division 2
- 2008-2010: EXQI League (Tweede klasse / Division 2)
- 2010-2012: Tweede klasse / Division 2
- 2012-2016: Belgacom League (Tweede klasse / Division 2)
- od 2016: Proximus League (Eerste klasse B / Division 1B)

## Skład ligi w sezonie 2019/2020
| Klub                        | Miasto      |
| --------------------------- | ----------- |
| K Beerschot VA              | Wilrijk     |
| Oud-Heverlee Leuven         | Leuven      |
| KSC Lokeren                 | Lokeren     |
| Lommel United               | Lommel      |
| KSV Roeselare               | Roeselare   |
| Royale Union Saint-Gilloise | Sint-Gillis |
| RE Virton                   | Virton      |
| KVC Westerlo                | Westerlo    |

## Zwycięzcy rozgrywek
...
- 1973/1974: ROC Montignies-sur-Sambre
- 1974/1975: KRC Mechelen
- 1975/1976: KFC Winterslag
- 1976/1977: Boom FC
- 1977/1978: KSV Waterschei Thor
- 1978/1979: Cercle Brugge
- 1979/1980: KAA Gent
- 1980/1981: KSK Tongeren
- 1981/1982: RFC Seraing
- 1982/1983: KV Mechelen
- 1983/1984: Sint-Niklase SK
- 1984/1985: RWD Molenbeek
- 1985/1986: Berchem Sport
- 1986/1987: Sint-Truidense VV
- 1987/1988: KRC Mechelen
- 1988/1989: KFC Germinal Ekeren
- 1989/1990: RWD Molenbeek
- 1990/1991: KSK Beveren
- 1991/1992: Lommel SK
- 1992/1993: RFC Seraing
- 1993/1994: Sint-Truidense VV
- 1994/1995: KSV Waregem
- 1995/1996: KSC Lokeren
- 1996/1997: KSK Beveren
- 1997/1998: KV Oostende
- 1998/1999: KV Mechelen
- 1999/2000: Royal Antwerp FC
- 2000/2001: Lommel SK
- 2001/2002: KV Mechelen
- 2002/2003: Cercle Brugge
- 2003/2004: RWD Molenbeek
- 2004/2005: SV Zulte Waregem
- 2005/2006: RAEC Mons
- 2006/2007: FCV Dender EH
- 2007/2008: KV Kortrijk
- 2008/2009: Sint-Truidense VV
- 2009/2010: Lierse SK
- 2010/2011: Oud-Heverlee Leuven
- 2011/2012: Royal Charleroi
- 2012/2013: KV Oostende
- 2013/2014: KVC Westerlo
- 2014/2015: Sint-Truidense VV
- 2015/2016: Royal White Star Bruxelles
- 2016/2017: Royal Antwerp FC
- 2017/2018: Cercle Brugge
- 2018/2019: KV Mechelen
- 2019/2020: K Beerschot VA
- 2020/2021: Royale Union SG
- 2021/2022: KVC Westerlo
- 2022/2023: RWD Molenbeek
- 2023/2024: K Beerschot VA
- 2024/2025: SV Zulte Waregem